# Jens Schielderup Sneedorff
Jens Schielderup Sneedorff, född den 22 augusti 1728 i Sorö, död den 5 juni 1764, var en dansk författare, far till Frederik och Hans Christian Sneedorff.
Sneedorff blev 1746 magister, studerade sedan statskunskap i Göttingen samt blev 1751 professor i lagkunskap vid Sorø akademi och 1761 lärare för arvprins Fredrik. Sneedorff gjorde mycket för danska skriftspråkets utveckling och rensning från främmande ord; han kan räknas som en av Danmarks första stilister. Han var vidare en varm förespråkare för bondeståndets frigörelse och likaledes för en litterär förbindelse mellan Danmark och Sverige, ja ville till och med, att språken skulle sammansmältas. Hans viktigaste skrifter är Om den borgerlige regering (1757) och Breve (1759), varjämte märks den av honom utgivna veckoskriften "Den patriotiske tilskuer" (1761–1763). Hans skrifter samlades 1775–1777 i nio band. Sneedorff var en av stiftarna av Selskabet til de skønne og nyttige Videnskabers Forfremmelse (1759).